# David Burke (actor)
David Burke (n. 25 mai 1934, Liverpool, Anglia, Regatul Unit) este un actor englez, cunoscut pentru interpretarea rolului dr. Watson în primele două sezoane ale serialului TV Aventurile lui Sherlock Holmes, realizat de  Granada Television în anii '80 ai secolului al XX-lea și în care Jeremy Brett a avut rolul principal.

## Studii
Burke s-a născut la Liverpool (Anglia) la 25 mai 1934 și a studiat la Royal Academy of Dramatic Art.

## Cariera
În teatru, Burke a jucat rolul lui Niels Bohr în piesa Copenhagen a lui Michael Frayn.
El este cunoscut de mulți pentru interpretarea, timp de două sezoane (1984-1985), a dr. Watson în serialul TV britanic cu Sherlock Holmes. La începutul celui de-al treilea sezon, el l-a recomandat producătorilor pe Edward Hardwicke, pentru a-l înlocui în serial.
Alte apariții notabile la televiziune au fost în serialul britanic Reilly, Ace of Spies (în care a interpretat rolul lui Stalin) și în adaptarea TV a povestirii science-fiction Random Quest a lui John Wyndham. Burke l-a interpretat frecvent pe Johannes Coenradus Klene în reclamele olandeze pentru medicamentul Klene.

## Viața personală
El este căsătorit cu actrița Anna Calder-Marshall. Fiul lor, Tom Burke, este și el actor.

## Filmografie selectivă

### Televiziune
- Sherlock Holmes (1984-1985) - Dr Watson
- Invisible Man (2000-2002) - Kevin Fawkes
- Inspecteur Barnaby (2005) - John Farrow-Hedge (sezonul 8, episodul 8)

### Cinema
- Saturday Night Out (1964)
- The Woman in Black (2012)